# Jemenitische Arabische Republik
Die Jemenitische Arabische Republik (arabisch الجمهوريّة العربية اليمنية, DMG al-Ǧumhūriyya al-ʿArabiyya al-Yamaniyya), auch bekannt als Arabische Republik Jemen oder umgangssprachlich geläufiger Nordjemen, war ein von 1962 bis 1990 bestehender Staat in Nordjemen, dem osmanisch geprägten Nordwesten des seit 1990 wiedervereinigten Jemen.
Das Land entstand nach dem Sturz der Monarchie im Königreich Jemen am 26. September 1962 und wurde von einer Einheitspartei, dem Allgemeinen Volkskongress, regiert.

## Geschichte

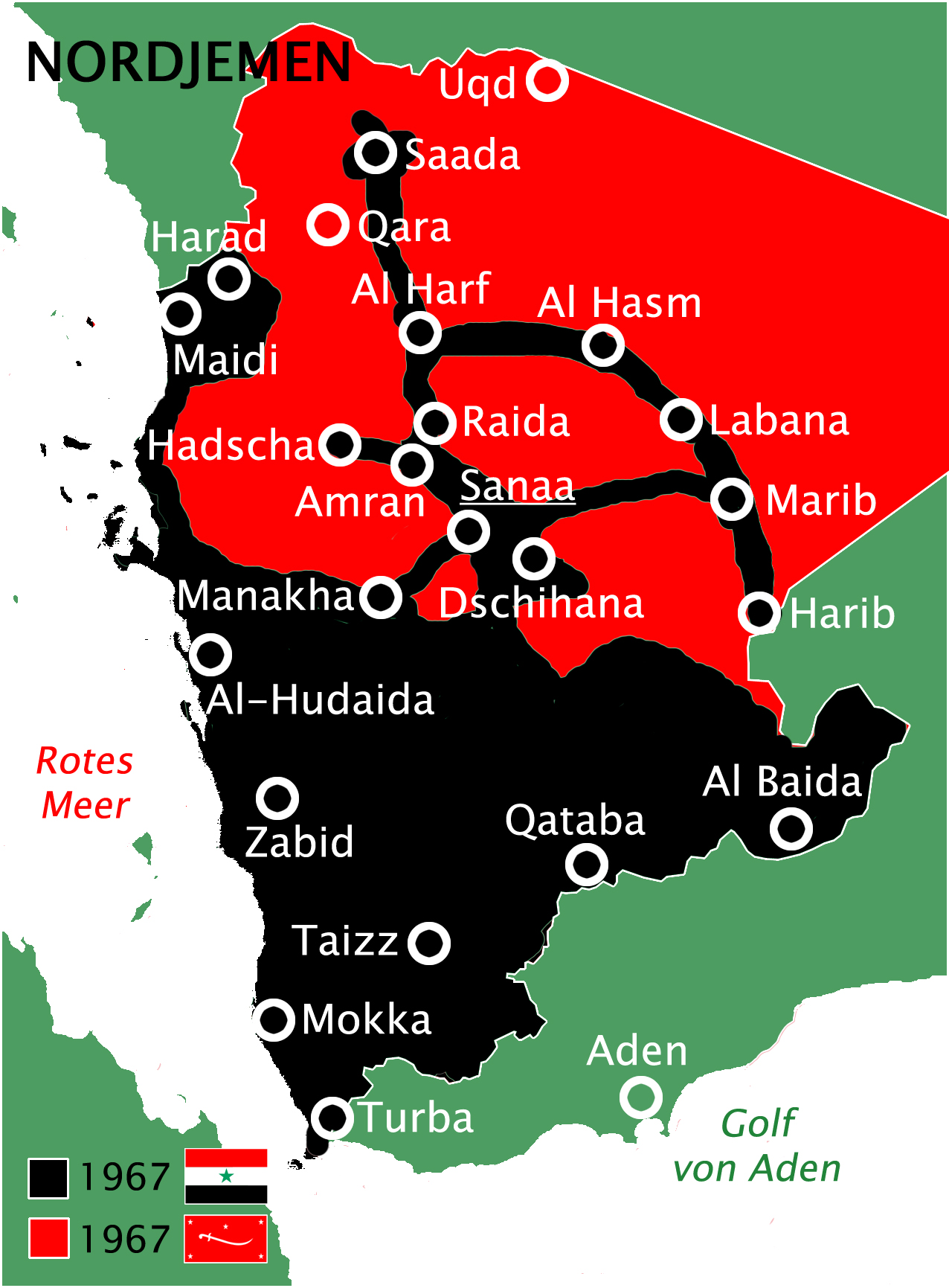
Situation im Nordjemenitischen Bürgerkrieg zwischen Republikanern (schwarz) und Royalisten (rot) Ende 1967

Die Jemenitische Arabische Republik (orange) umfasste die späteren Gouvernements des Jemen ʿAmrān, al-Baidā', ad-Dāliʿ, Dhamār, al-Dschauf, Haddscha, al-Hudaida, Ibb, al-Mahwīt, Ma'rib, Raima, Saʿda, Sanaa (sowie die Stadt Sanaa) und Taʿizz.

Die Arabische Republik Jemen wurde am 26. September 1962 ausgerufen. Erster Präsident wurde von 1962 bis 1967 Abdullah as-Sallal. In den folgenden Jahren kam es aber zum Bürgerkrieg mit den royalistischen Stämmen, die weiter den gestürzten König Muhammad al-Badr unterstützten und Hilfe aus Saudi-Arabien erhielten.  As-Sallal wurde dagegen von Ägypten mit Truppen unterstützt, die jedoch beim Sechstagekrieg zwischen Israel und Ägypten, Jordanien sowie Syrien im Juni 1967 zurückbeordert wurden. Faktisch war der Jemen bis 1967 mit Ägypten vereinigt. Entsprechende 1964 und 1965 geschlossene formale Absichtserklärungen sollten nach Kriegsende umgesetzt werden.
Von 1967 bis 1974 kam es zu Grenzkämpfen mit der seit November 1967 im Südjemen bestehenden sozialistischen Demokratischen Volksrepublik Jemen. Daran änderte auch die Amtszeit von Präsident Abdul Rahman al-Iriani ab 1971 nichts, dessen Hauptaugenmerk auf der Stärkung der Zentralregierung lag. Insgesamt dauerte es acht Jahre ab Staatsgründung, bis das Land nach Ende des Bürgerkrieges eine eigene Verfassung bekam. Im Jahr 1974 wurde der damalige Präsident Al-Irjani durch Oberst Ibrahim al-Hamdi gestürzt, der sich der Hilfe des Militärs bediente. Dieser hob die Verfassung und das Parlament auf, scheiterte letztlich jedoch am Widerstand der eigenen Bevölkerung und der Einflussnahme des Südjemen. 1977 wurde er in Sanaa ermordet.
Im Juni 1978 wurde der neue Präsident, Oberst Ahmed Hussein al-Ghaschmi, mittels einer mutmaßlich aus Südjemen stammenden Briefbombe getötet. Nur zwei Tage danach wiederum fiel der südjemenitische Präsident Salim Rubai Ali einem Staatsstreich zum Opfer, woraufhin sich die ohnehin wechselvollen Beziehungen zum Südjemen nach 1972 erneut eklatant verschlechterten. Ab 17. Juli 1978 regierte Präsident Ali Abdullah Salih das Land und erreichte die Wiedervereinigung mit dem Südjemen am 22. Mai 1990.

## Politik

### Staatsoberhaupt
Liste der Präsidenten der Jemenitischen Arabischen Republik:
- Abdullah as-Sallal (27. September 1962 bis 5. November 1967)
- Abd ar-Rahman al-Iryani (5. November 1967 bis 13. Juni 1974)
- Ibrahim al-Hamdi (13. Juni 1974 bis 11. Oktober 1977) Militärischer Kommandorat
- Ahmed Hussein al-Ghaschmi (11. Oktober 1977 bis 24. Juni 1978)
- Abd al-Karim Abdullah al-Araschi (24. Juni 1978 bis 18. Juli 1978)
- Ali Abdullah Salih (18. Juli 1978 bis 22. Mai 1990)

### Regierungschef
Liste der Ministerpräsidenten der Jemenitischen Arabischen Republik:
| 1.  | Abdullah as-Sallal       | 28. September 1962 | 26. April 1963     |
| 2.  | Abd al-Latif Dayfallah   | 26. April 1963     | 5. Oktober 1963    |
| 3.  | Abd ar-Rahman al-Iryani  | 5. Oktober 1963    | 10. Februar 1964   |
| 4.  | Hassan al-Amri           | 10. Februar 1964   | 29. April 1964     |
| 5.  | Hamud al-Dschaifi        | 29. April 1964     | 6. Januar 1965     |
| 6.  | Hassan al-Amri           | 6. Januar 1965     | 20. April 1965     |
| 7.  | Ahmad Muhammad Numan     | 20. April 1965     | 6. Juli 1965       |
| 8.  | Abdullah as-Sallal       | 6. Juli 1965       | 21. Juli 1965      |
| 9.  | Hassan al-Amri           | 21. Juli 1965      | 18. September 1966 |
| 10. | Abdullah as-Sallal       | 18. September 1966 | 5. November 1967   |
| 11. | Muhsin Ahmad al-Aini     | 5. November 1967   | 21. Dezember 1967  |
| 12. | Hassan al-Amri           | 21. Dezember 1967  | 9. Juli 1969       |
| 13. | Abd as-Salam Sabrah      | 9. Juli 1969       | 29. Juli 1969      |
| 14. | Muhsin Ahmad al-Aini     | 29. Juli 1969      | 2. September 1969  |
| 15. | Abdullah Kurschumi       | 2. September 1969  | 5. Februar 1970    |
| 16. | Muhsin Ahmad al-Aini     | 5. Februar 1970    | 26. Februar 1971   |
| 17. | Abd as-Salam Sabrah      | 26. Februar 1971   | 3. Mai 1971        |
| 18. | Ahmad Muhammad Numan     | 3. Mai 1971        | 24. August 1971    |
| 19. | Hassan al-Amri           | 24. August 1971    | 5. September 1971  |
| 20. | Abd as-Salam Sabrah      | 5. September 1971  | 18. September 1971 |
| 21. | Muhsin Ahmad al-Aini     | 18. September 1971 | 30. Dezember 1972  |
| 22. | Abdullah al-Hadschri     | 30. Dezember 1972  | 10. Februar 1974   |
| 23. | Hassan Muhammad Makki    | 10. Februar 1974   | 22. Juni 1974      |
| 24. | Muhsin Ahmad al-Aini     | 22. Juni 1974      | 16. Januar 1975    |
| 25. | Abd al-Latif Dayfallah   | 16. Januar 1975    | 25. Januar 1975    |
| 26. | Abd al-Aziz Abd al-Ghani | 25. Januar 1975    | 15. Oktober 1980   |
| 27. | Abd al-Karim al-Iryani   | 15. Oktober 1980   | 13. November 1983  |
| 28. | Abd al-Aziz Abd al-Ghani | 13. November 1983  | 22. Mai 1990       |